# Syrian Air

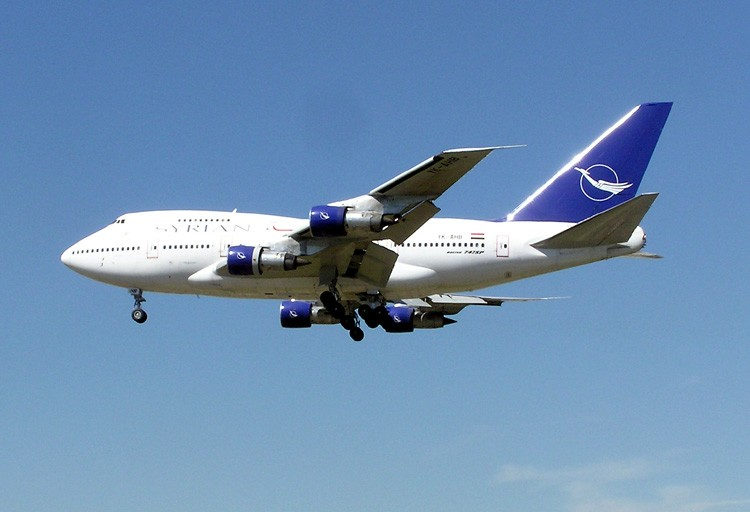
Boeing 747 från Syrian Air.

Syrian Air (Syrian Arab Airlines) är ett flygbolag från Syrien, grundad 1946 som Syrian Airlines. Flygbolaget flyger på 30 destinationer till Asien, Mellanöstern, Europa och Nordafrika.
Sedan Syriska inbördeskriget inleddes tillåts ingen trafik till EU-länder.
Syrian Air har idag (2013) ATR 72 i sin flotta och Airbus A320-200 av totalt 8 flygplan.

## Flotta
Flygplanstyper Syrian Air använt sig av är bland annat:
- Airbus A320
- Antonov An-24
- Antonov An-26
- ATR 72
- Boeing 707
- Boeing 727-200
- Boeing 747SP
- Douglas DC-3/C-47
- Douglas DC-4
- Douglas DC-6
- Iljushin Il-76
- Jakovlev Jak-40
- Sud Caravelle
- Tupolev Tu-134
- Tupolev Tu-154